# 모리시타역 (아이치현)
모리시타역(일본어: 森下駅, もりしたえき)은 일본 아이치현 나고야시 히가시구 도쿠가와 2초메에 소재하는 나고야 철도 세토선의 역이다. 역 번호는 ST05이다.

## 역사
- 1915년 6월 16일: 개통 당시에는 나고야 시 편입 전으로 니시카스가이 군 로쿠고 정이었음.
- 1956년 10월 12일: 역사 개축.
- 1990년 9월 30일: 고가화.
- 2006년
  - 9월 19일: 무인화 및 역 집중 관리 시스템 도입.
  - 12월 16일: 트랜 패스 대응 개시.
- 2011년 2월 11일: IC카드 승차권 manaca 도입.
- 2012년 2월 29일: 트랜 패스 공용 종료.

## 역 구조
상대식 승강장 2면 2선의 고가역이다. 현재는 역 집중 관리 시스템이 도입되어 있다(관리역은 오조네 역).

### 승강장
| 번호 | 노선      | 방향 | 행선                    |
| ---- | --------- | ---- | ----------------------- |
| 1    | ■ 세토 선 | 하행 | 오조네・오와리세토 방면 |
| 2    | ■ 세토 선 | 상행 | 사카에마치 방면         |

## 역 주변
가장 가까운 버스 정류장은 모리시타 역, 요시노 3초메이다(나고야 시 교통국).
- 도쿠가와엔
- 도쿠가와 미술관
- OZ몰(오조네 상점가)
- 스즈란미나미자
- 가타야마하치만 신사
- 미쓰비시도쿄UFJ은행 오조네 지점
- 미즈호 은행 오조네 지점
- 나고야 은행 오조네 지점
- 주쿄 은행 오조네 지점
- 국도 제19호선

## 인접역
| 나고야 철도 ■ 세토선            | 나고야 철도 ■ 세토선 | 나고야 철도 ■ 세토선        |
| ------------------------------- | -------------------- | --------------------------- |
| ST04 아마가사카 사카에마치 방면 | ■ 보통               | 오조네 ST06 오와리세토 방면 |